# Újvidék
Újvidék, korábban Péterváradi Sánc (szerbül Нови Сад / Novi Sad, horvátul Novi Sad, németül Neusatz, szlovákul Nový Sad) város Szerbiában, a Vajdaság Autonóm Tartomány székvárosa és a Dél-bácskai körzet adminisztratív központja. A város Bácska és Szerémség határán, a Duna bal partján, a Tarcal-hegység északi lejtőin fekszik.
Manapság Szerbia második legnagyobb városa Belgrád után. Vajdaság 1,9 milliós lakosságának közel egyötöde él itt, lakosainak száma a környező településekkel együtt, a 2011-es népszámlálás adatai szerint 341 625 fő. Soknemzetiségű város: szerbek, magyarok, horvátok, szlovákok, svábok és ruszinok is élnek itt.
Újvidék ma a szerb ipar és pénzügy egyik legfontosabb központja, valamint Vajdaság egyetemi, tudományi, oktatási, egészségügyi, politikai és közigazgatási központja. Sok hazai és nemzetközi ipari, kulturális, tudományi és sportrendezvénynek a házigazdája, valamint a múzeumok, galériák, könyvtárak, színházak és mozik városa.

## Földrajzi fekvése

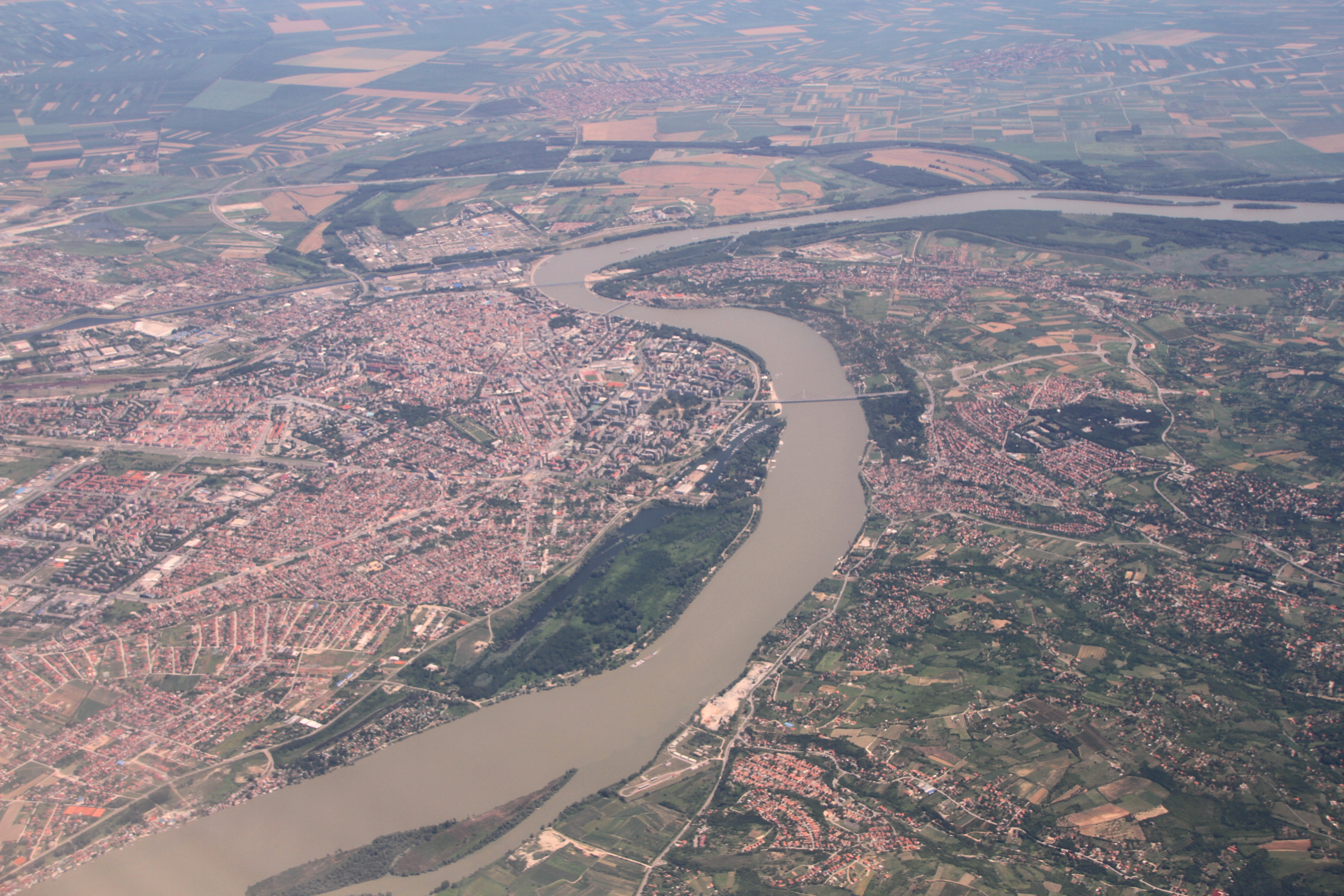
Légifotó Újvidékről

Újvidék Vajdaság Autonóm Tartomány középső részén, Bácska és Szerémség határán fekszik.
A város a Duna partján fekszik, a folyam 1252–1262. km-e között. A Duna bácskai, bal partján van a város síksági része, míg a szerémségi partján a Tarcal-hegység északi lejtői húzódnak. A tengerszint feletti magasság a bácskai oldalon 72–80 m közt, míg a szerémségin 250–350 közt mozog. Újvidéknél ömlik a Dunába a bal oldalon a Duna–Tisza–Duna-csatorna egyik szakasza (Mali bački kanal), a város bácskai oldala a csatorna mindkét oldalára kiterjedt.
Tizenöt külvárosi településsel, Újvidék községi részének területe 702,7 km², míg a szűkebb városi környezet területe, melynek része még Pétervárad és Kamanc is 129,4 km².
Újvidék városi része a következő községekkel határos: Petrőc, Verbász, Temerin, Zsablya, Titel, Ingyia, Karlóca, Ürög és Belcsény, melyek lakosai a Dél-bácskai körzet egyes többi községeivel Újvidékhez vonzódnak (itt dolgoznak).

## Éghajlata
| Hónap                                                                               | Jan.  | Feb.  | Már.  | Ápr. | Máj. | Jún. | Júl. | Aug. | Szep. | Okt. | Nov.  | Dec.  | Év    |
| ----------------------------------------------------------------------------------- | ----- | ----- | ----- | ---- | ---- | ---- | ---- | ---- | ----- | ---- | ----- | ----- | ----- |
| Rekord max. hőmérséklet (°C)                                                        | 18,9  | 22,4  | 30,0  | 31,5 | 34,2 | 37,6 | 41,6 | 40,0 | 37,4  | 30,1 | 26,9  | 21,0  | 41,6  |
| Átlagos max. hőmérséklet (°C)                                                       | 3,7   | 6,1   | 12,0  | 17,7 | 23,0 | 25,8 | 28,1 | 28,3 | 23,6  | 18,0 | 10,5  | 4,8   | 16,9  |
| Átlagos min. hőmérséklet (°C)                                                       | −3,1  | −2,4  | 1,5   | 6,2  | 11,3 | 14,1 | 15,5 | 15,3 | 11,4  | 6,9  | 2,2   | −1,5  | 6,5   |
| Rekord min. hőmérséklet (°C)                                                        | −30,7 | −28,6 | −19,9 | −6,2 | −0,4 | 0,2  | 5,4  | 6,9  | −1,6  | −6,4 | −13,8 | −24,0 | −30,7 |
| Átl. csapadékmennyiség (mm)                                                         | 39    | 31    | 43    | 49   | 63   | 91   | 64   | 58   | 54    | 53   | 54    | 49    | 648   |
| Havi napsütéses órák száma                                                          | 65    | 99    | 156   | 190  | 251  | 269  | 304  | 286  | 206   | 159  | 92    | 58    | 2135  |
| Forrás: Hydrometeorological Service of Serbia, Meteo Climat (record highs and lows) |       |       |       |      |      |      |      |      |       |      |       |       |       |

## Története

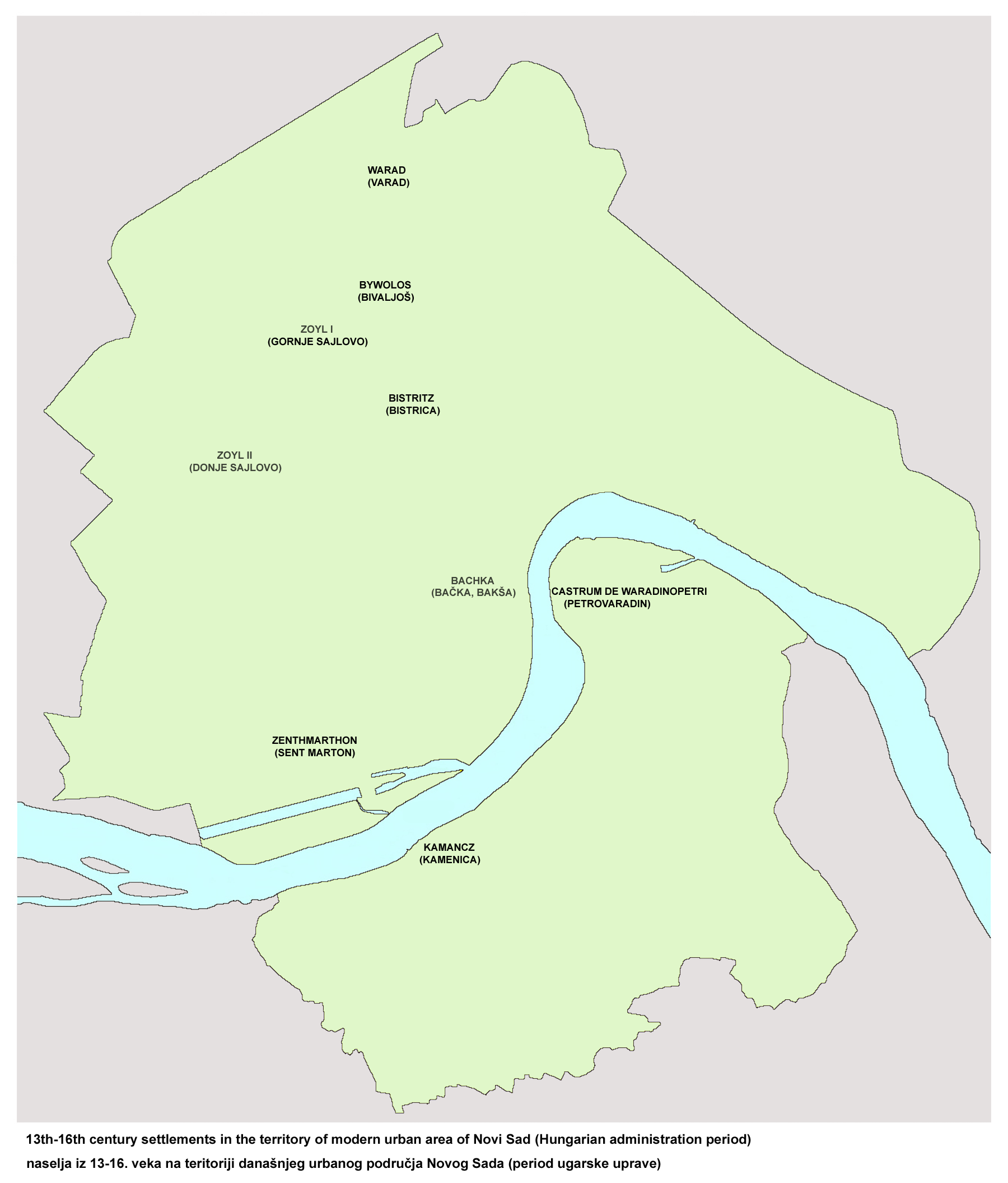
Középkori települések Újvidék mai területén

Újvidék helyén az ásatások során már 3000 éves romokat is tártak fel. A római korban Cusom városát alapították meg itt. Később avarok, gepidák és alánok lakták.
A mai város helyén az Árpád-korban Pétervárad (Varadium Petri) állt, amely a Duna révjének két oldalán, Bács és Szerém megyében alakult ki. Az 1200-as évek elején már a Duna mindkét oldalán álló település Várad nevet viselt.
Nevét 1213-ban említette először oklevél Petro de Wardino, majd 1236-ban Peter Warad, 1237-ben Peturwarad, 1267-ben Peturwarada, 1332-ben Waradino Petri néven.
A Duna két partján épült akkori Várad Töre fia Péter – a Bánk bán című drámában szereplő Petur bán – birtoka volt, aki 1213-ban Gertrúd királyné meggyilkolása miatt birtokait és életét is elveszítette.
1237-ben a király a Bács megyei Péterváradot az itt lévő királyi palotával és annak tartozékaival, valamint Szajol és Bivaló nevű falvakkal együtt a bélakúti ciszterci apátságnak adta. Az említett királyi palota lehetett 1236 októberében IV. Béla király tartózkodási helye is.
A mohácsi vész idején létezett itt egy kis telep (Vásáros-várad), amely a Péterváradon székelő ciszterci apátság birtokaihoz tartozott. Amikor a törökök Péterváradot elfoglalták, a település Bács vármegyei része teljesen elpusztult a péterváradi harcok során. A szerbek ezután alapították meg a jelenlegi várost, pontosan 1694-ben.[forrás?] A telep (péterváradi sánc) első lakóit 12 katona jelentette, akik a Duna túlsó partján lévő péterváradi erődben teljesítettek szolgálatot.

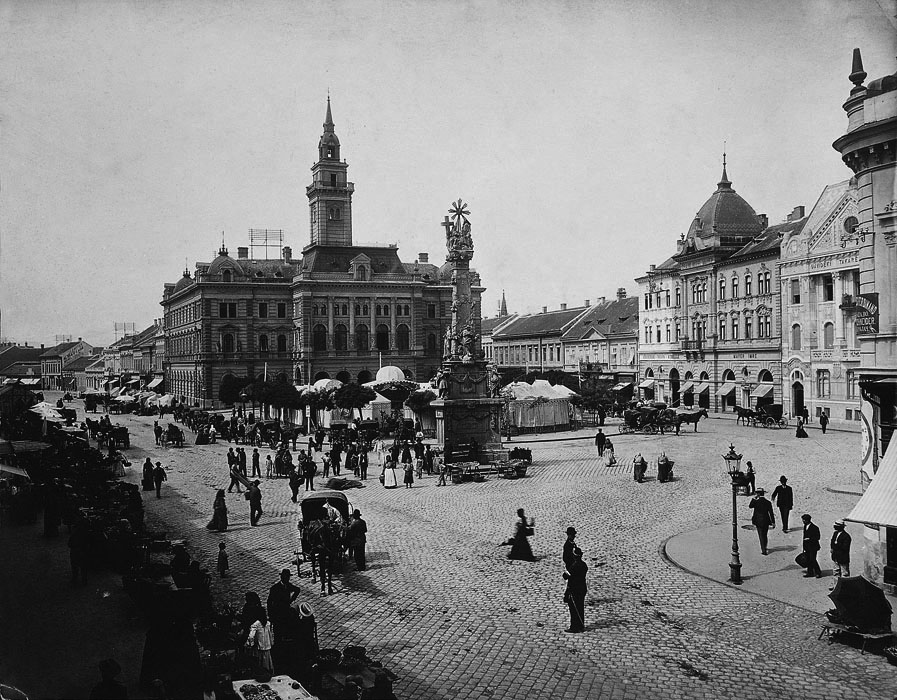
A Ferenc József tér a városházával 1900-ban

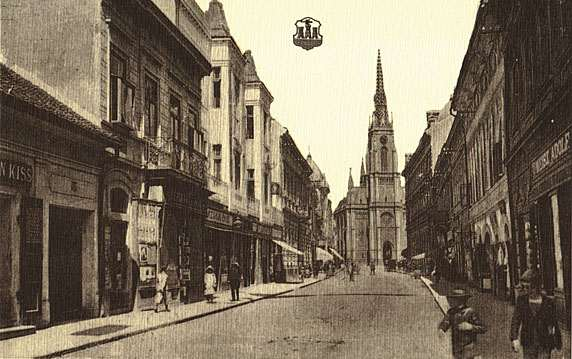
A város 1920-ban

Mária Terézia királynőtől 1748-ban kapott új elnevezést és városi jogot. Az ekkortól megjelenő iskolákkal lendült fejlődésnek a település. Az ipari fejlődés lépései, a malom, a selyemgyár, majd a sörgyár működésének kezdetei az Osztrák–Magyar Monarchia idejére esnek. Az első világháborúig kiépültek a helyi közintézmények, a városháza, a Matica Srpska Kiadó és Könyvtár, valamint a jódos vizű gyógyfürdő.
Az 1920-as trianoni békeszerződés a várost a Szerb-Horvát-Szlovén Királyság területéhez csatolta.
1941–1944 között újra Magyarországhoz tartozott. A második világháború alatt előbb a magyar és német katonaság, később a szerb partizáncsapatok követtek el etnikai alapú atrocitásokat, bűntetteket a polgári lakossággal szemben (lásd: Újvidéki vérengzés (1942), Délvidéki vérengzések). A szerbek megtorlásul mintegy 10 000 magyart végeztek ki 1944. végén. A svábokat a háború után kitelepítették.
A 20. század második felére a város lakossága a környező településekkel együtt 300 000 fölé emelkedett.
Jelentős iparvárossá, kereskedelmi és pénzügyi, kulturális központtá vált. Több színház és egyetem található benne. Fontos a nemzetiségi nyelvű színházak léte. Ma is itt nyomtatják a Magyar Szó című vajdasági magyar nyelvű napilapot.
1988-ban zajlott a „joghurtforradalom”, amellyel a milosevicsi hatalom bérencei a központosítási céllal Belgrád által követelt alkotmánymódosításokat ellenző vajdasági vezetést október 6-án megdöntötték. A név onnan ered, hogy a többnyire a városon kívülről toborzott tüntetők a körükben ingyen kiosztott joghurtos tasakokkal dobálták meg a vajdasági parlament székházát.
1996–1997-ben Milosevics-ellenes diáktüntetések is zajlottak a városban.
Az 1999-es NATO-bombázások során légitámadások érték a várost. Megsemmisítették a különleges rendőri erők kiképzőbázisának – addigra kiürített – objektumait, de lerombolták a város hídjait és a milosevicsi politika kiszolgálására lezüllesztett Újvidéki televízió épületét, megbénították a kommunikációt és ideiglenes ivóvízhiány lépett fel. A légitámadások után viszonylag gyorsan helyreállt az élet, és azóta nemzetközi segítséggel a hidakat is helyreállították.

## Demográfia

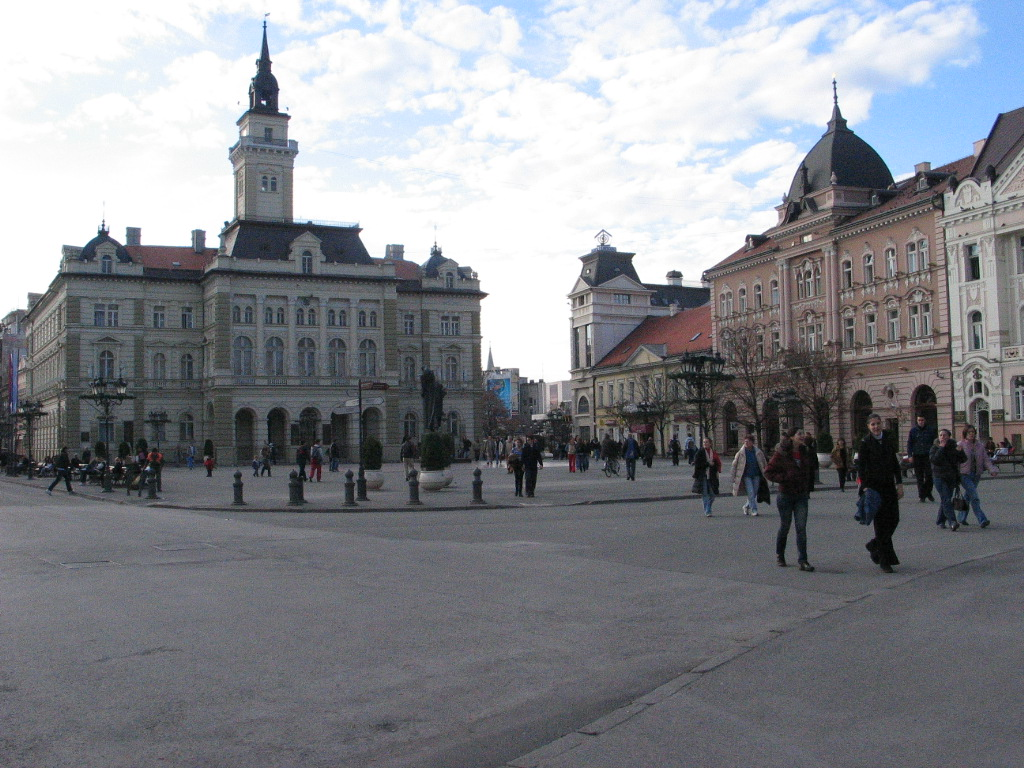
A Szabadság tér a városházával

Újvidék város és környéke vonzó volt a letelepedésre a történelem során kedvező földrajzi fekvése miatt. 1910-ben a lakosság 39,7%-a magyar anyanyelvű volt. A város lakossága a második világháború után folyamatosan növekszik, egyes időszakokban drasztikusan. A lakosság növekedésére a mechanikus áramlás hatott, nem a pozitív természetes szaporulat. A legintenzívebb növekedés 1961–1971. között volt, ekkor a város lakossága 37%-kal növekedett. Az ideköltözött lakosság legnagyobb része Vajdaságból származik (56,2%), aztán Bosznia-Hercegovinából (15,3%) és Közép-Szerbiából (11,7%).
A 2002-es népszámlálás adatai szerint Újvidék városi község területén 299 294 fő élt, melyből 156 328 volt nagykorú, a lakosság átlagéletkora pedig 39,8 év (a férfiaknál 38,3, a nőknél pedig 41,2). E részen 72 513 háztartás volt, háztartásonként átlagosan 2,63 taggal. A szűkebb városi környezet területén, Péterváradot és Kamancot leszámítva a lakosság 191 405 főt tett ki, míg a két települést is beleszámítva 216 583 főt. A 2011-es népszámlálás előleges adatai szerint a szűkebb városi környezet 221 854 főt tesz ki, Péterváraddal és Kamanccal együtt a lakosság 248 119 fő, míg a városi község 335 701 lakost számlál.
2002-ben a városi község területén a következő etnikai csoportok éltek: szerbek (75,50%), magyarok (5,24%), jugoszlávok (3,17%), szlovákok (2,41%), horvátok (2,09%), montenegróiak (1,68%) stb. Az összes település szerb többségű, kivéve Kiszácsot, amelyen a szlovák lakosság alkotja a többséget.
A község területén 2002-ben összesen 15 687 magyar élt, míg a városban 11 538, ami nagy csökkenést képez az előző népszámlálásokat megfigyelve (1991-ben a községnek 20 245, míg a városnak 15 778 magyar lakosa volt), s mondható az is hogy itt csökken a legnagyobb mértékben a magyar lakosság a tartományban. Újvidéknek a legtöbb magyar lakosa 1961-ben volt, 23 812 fő, ami akkor a város lakosságának 23,24%-át tette ki.

### Népességváltozás
| 1948   | 1953   | 1961    | 1971    | 1981    | 1991    | 2002    | 2011    |
| ------ | ------ | ------- | ------- | ------- | ------- | ------- | ------- |
| 69 431 | 76 752 | 102 469 | 141 375 | 170 020 | 265 464 | 299 294 | 333 268 |

### Etnikai összetétel
| \| Nemzetiség \| Szám \| % \| \| Szerbek \| 141 475 \| 73,91 \| \| Magyarok \| 11 538 \| 6,02 \| \| Jugoszlávok \| 7055 \| 3,68 \| \| Montenegróiak \| 4261 \| 2,22 \| \| Horvátok \| 3519 \| 1,83 \| \| Szlovákok \| 1673 \| 0,87 \| \| Ruszinok \| 1556 \| 0,81 \| \| Cigányok \| 1177 \| 0,61 \| \| Macedónok \| 910 \| 0,47 \| \| Románok \| 750 \| 0,39 \| \| Muzulmánok \| 664 \| 0,34 \| \| Szlovének \| 344 \| 0,17 \| \| Németek \| 301 \| 0,15 \| \| Goránok \| 288 \| 0,15 \| \| Ukránok \| 247 \| 0,12 \| \| Oroszok \| 217 \| 0,11 \| \| Albánok \| 188 \| 0,09 \| \| Bunyevácok \| 184 \| 0,09 \| \| Csehek \| 119 \| 0,06 \| \| Bolgárok \| 103 \| 0,05 \| \| Bosnyákok \| 42 \| 0,02 \| \| Vlachok \| 11 \| 0,00 \| \| Egyéb/Ismeretlen[7] \| \| \| |         |       |
| Nemzetiség | Szám    | %     |
| Szerbek | 141 475 | 73,91 |
| Magyarok | 11 538  | 6,02  |
| Jugoszlávok | 7055    | 3,68  |
| Montenegróiak | 4261    | 2,22  |
| Horvátok | 3519    | 1,83  |
| Szlovákok | 1673    | 0,87  |
| Ruszinok | 1556    | 0,81  |
| Cigányok | 1177    | 0,61  |
| Macedónok | 910     | 0,47  |
| Románok | 750     | 0,39  |
| Muzulmánok | 664     | 0,34  |
| Szlovének | 344     | 0,17  |
| Németek | 301     | 0,15  |
| Goránok | 288     | 0,15  |
| Ukránok | 247     | 0,12  |
| Oroszok | 217     | 0,11  |
| Albánok | 188     | 0,09  |
| Bunyevácok | 184     | 0,09  |
| Csehek | 119     | 0,06  |
| Bolgárok | 103     | 0,05  |
| Bosnyákok | 42      | 0,02  |
| Vlachok | 11      | 0,00  |
| Egyéb/Ismeretlen |         |       |

## Városszerkezet

### Városi negyedek

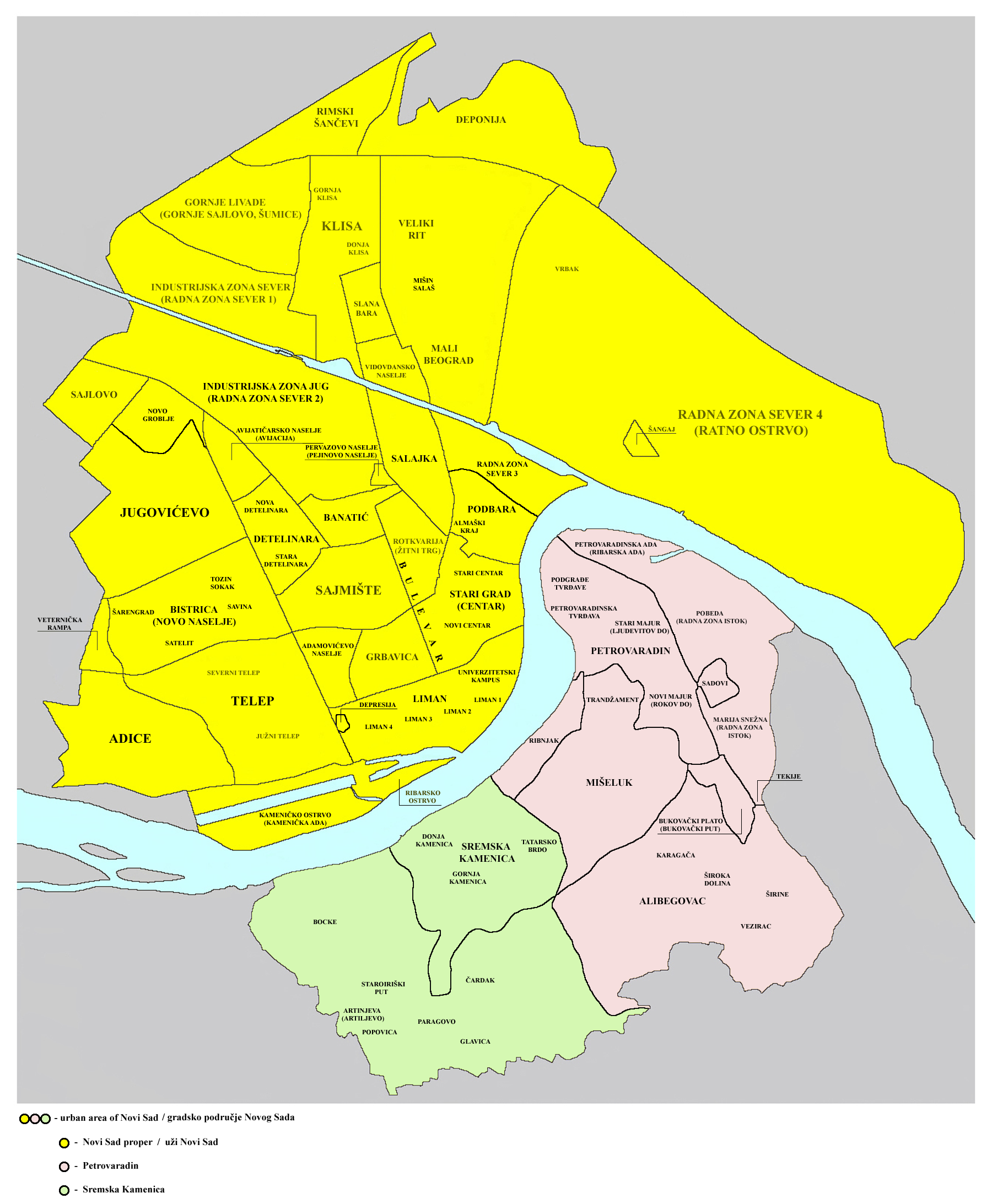
Újvidék városi negyedei

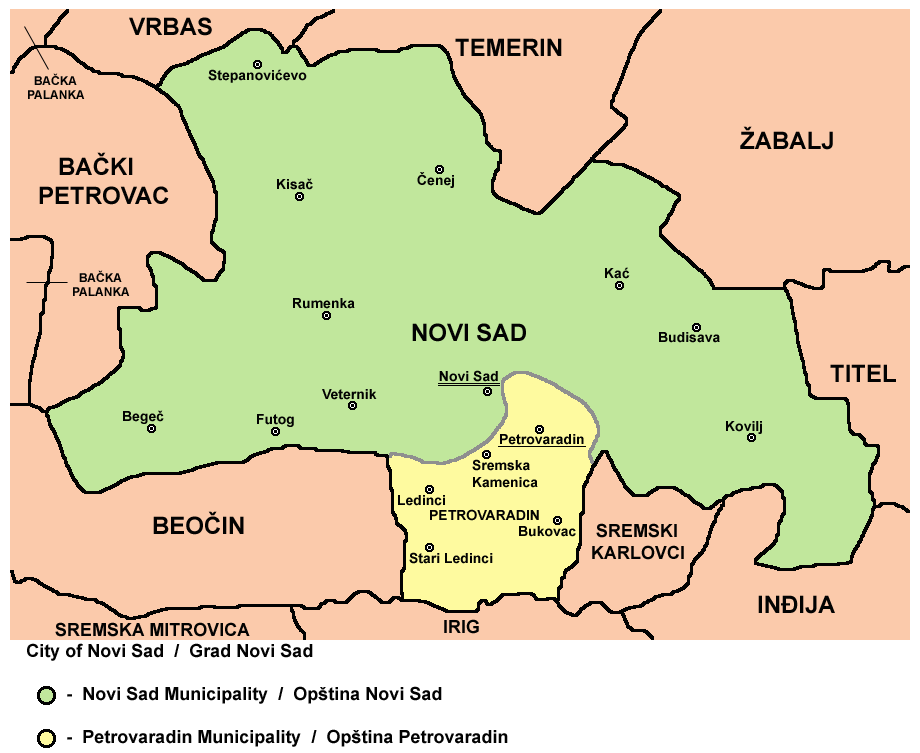
Újvidék és Pétervárad község térképe

A legszűkebb városi környezet mellett, amely a Duna bal partján fekszik, Újvidék területének részét képezi még a Duna jobb partján fekvő Pétervárad és Kamanc is, melyekkel egységes adminisztratív egységet képez.
Újvidék legrégebbi városrésze az Óváros (Stari Grad), a Rotkvarija, a Podbara és a Salajka amelyek 1694-ben egyesültek a város újraalapításakor. A Liman és Novo naselje negyedek az 1960-as, 1970-es és 1980-as években épültek ki széles sugárutakkal és modern lakóépületekkel, hogy kielégítsék az ide betelepülők igényeit.
Újvidék legújabb részei közé tartoznak a város központjától távolabbra épült negyedek. Az ilyen legöregebb a Telep, majd következik az Adice, Veternička Rampa és Veternik. Ez utóbbi ugyan külön településnek számít, de már majdnem teljesen összenőtt a várossal.

### Külvárosok
A teljes városi lakosság több mint 22%-a a külvárosokban él. A legnagyobb települések Futak és Veternik közel 20 000 lakossal, melyek főleg az 1990-es években gyarapodtak meg sok idetelepült szerbbel.
| \| Bakolc Bánmonostor Begecs Belcsény Boldogasszonyfalva Csenej Cserög Čortanovci Dombó Dunagálos Futak Veternik Szőreg Kabol Kamanc Karlóca Káty Kiszács Kölpény Ledince Máriamajor Óledince Petrőc Pétervárad Piros Sajkásgyörgye Sajkásszentiván Temerin Tiszaistvánfalva Tiszakálmánfalva Zsablya \| \| \| \| Újvidék község \| Pétervárad község \| Újvidék Péterváraddal és Kamanccal \| |                   |                                    |
| Bakolc Bánmonostor Begecs Belcsény Boldogasszonyfalva Csenej Cserög Čortanovci Dombó Dunagálos Futak Veternik Szőreg Kabol Kamanc Karlóca Káty Kiszács Kölpény Ledince Máriamajor Óledince Petrőc Pétervárad Piros Sajkásgyörgye Sajkásszentiván Temerin Tiszaistvánfalva Tiszakálmánfalva Zsablya                                                                                             |                   |                                    |
| Újvidék község | Pétervárad község | Újvidék Péterváraddal és Kamanccal |

| Név                         | Népesség (2011) | Község     |
| --------------------------- | --------------- | ---------- |
| Bakolc (Bukovac)            | 3936            | Pétervárad |
| Begecs (Begeč)              | 3325            | Újvidék    |
| Csenej (Čenej)              | 2125            | Újvidék    |
| Futak (Futog)               | 18 641          | Újvidék    |
| Kabol (Kovilj)              | 5414            | Újvidék    |
| Káty (Kać)                  | 11 740          | Újvidék    |
| Kiszács (Kisač)             | 5091            | Újvidék    |
| Ledince (Ledinci)           | 1912            | Pétervárad |
| Máriamajor (Stepanovićevo)  | 2021            | Újvidék    |
| Óledince (Stari Ledinci)    | 934             | Pétervárad |
| Piros (Rumenka)             | 6495            | Újvidék    |
| Tiszakálmánfalva (Budisava) | 3656            | Újvidék    |
| Veternik                    | 17 454          | Újvidék    |

## Kultúra

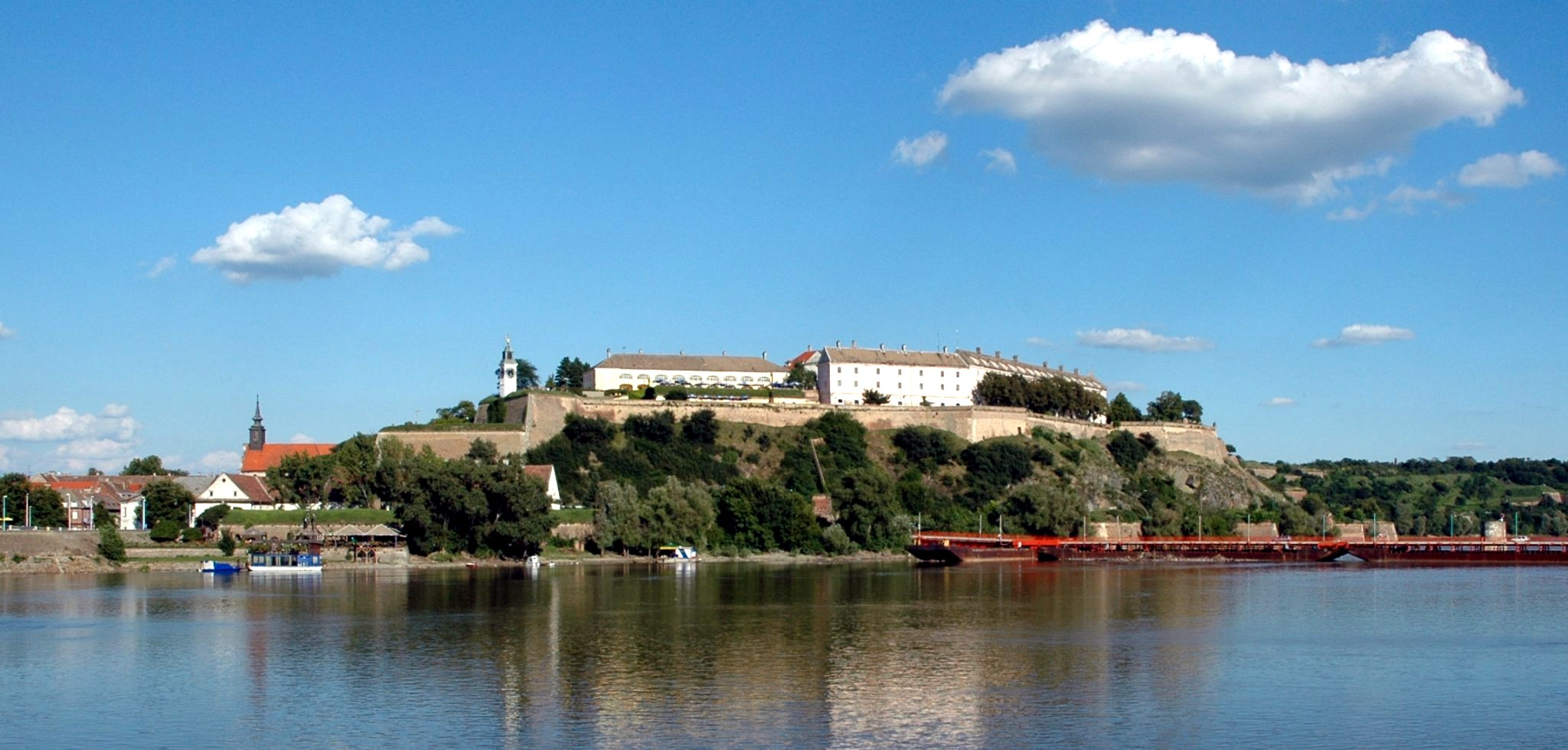
A péterváradi erőd

Újvidék az 1970-es évek végétől a szerb underground élet központja. Több neves punk és new wave zenekar indult innen a jugoszláv időkben.
Napjainkban aktív színházi élet is folyik a városban.
A városban működik a Szerb Nemzeti Színház (Srpsko Narodno Pozorište). Az újvidéki Szerb Nemzeti Színháznak is van opera társulata. A városban működik még az Újvidéki Színház (Novosadsko Pozorište) is, amelyet a köznyelvben általában "Magyar Színház"-ként emlegetnek, mivel az előadások itt magyar nyelvűek.
A városban több szórakozóhely is várja a bulizni vágyókat. A Laza Telečki utca a szórakozóhelyeiről híres, de akadnak még jó bulik Péterváradon is. Minden év júliusában a péterváradi erőd ad helyet az Exit nevű nemzetközi fesztiválnak, melyre ezrével özönlenek a látogatok Európa szerte.
2022-ben Újvidék Európa kulturális fővárosa.

## Gazdaság
Folyami kikötője mellett rendelkezik gép-, vegy-, olaj-, textil- és élelmiszeriparral.

## Közlekedés

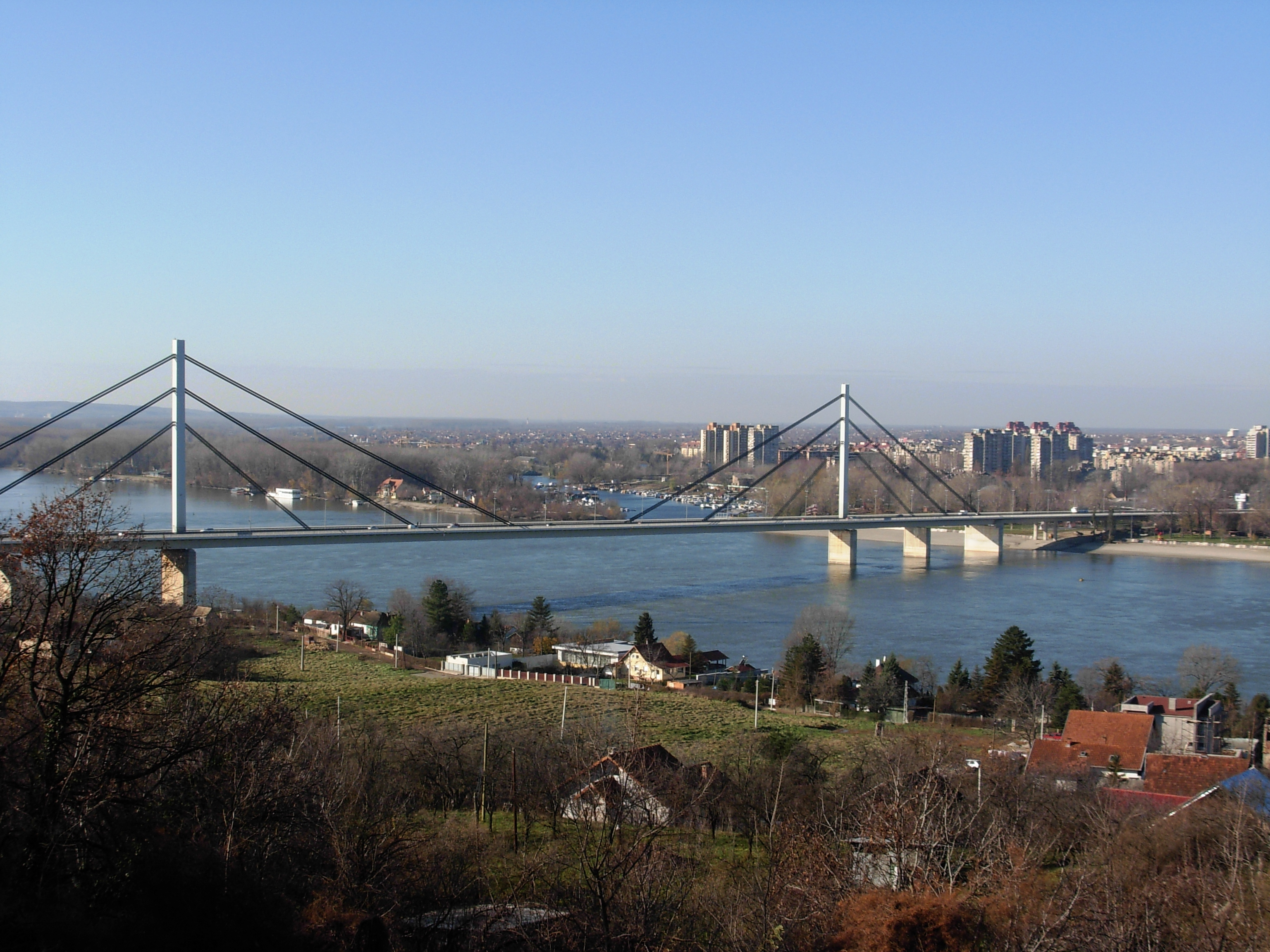
A 2005-ben helyreállított Szabadság híd

Újvidék 80 km-re északnyugatra fekszik Belgrádtól és a Nikola Tesla nemzetközi repülőtértől, valamint 346 km-re délre Budapesttől. A város az E75-ös európai út közvetlen szomszédságában van. A város napi személyforgalmat bonyolító vasúti kapcsolatokkal rendelkezik Béccsel, Budapesttel, Prágával, Kijevvel és Moszkvával.
Korábban helyiérdekű vasút jelleggel kötötte össze Zentát és Szabadkát Újvidékkel a Szabadka–Zenta–Óbecse-vasútvonal, ami ma a Szerb Államvasutak vonalhálózatának része.
Újvidék nagyobb része a Duna és Duna–Tisza–Duna-csatorna egyik mellékága között helyezkedik el. A csatornán három híd épült, míg a Dunát is jelenleg három híd íveli át: a Szabadság híd (Most slobode), a Péterváradi híd (Varadinski most) és az ideiglenes Boško Perošević közúti-vasúti híd. Mindhárom híd le lett bombázva az 1999-es NATO-légicsapások idején. A Péterváradi híd 2000-ben lett helyreállítva, a közúti-vasúti Žeželj híd (Žeželjev most) helyébe épült, míg a Szabadság híd renoválását 2005-ben végezték el.
A városban sok sugárút van, de a legfontosabb a Felszabadítás-sugárút (Bulevar Oslobođenja), amely észak-dél irányban keresztezi a várost, majd a Szabadság-hídon keresztül az út Kamanc felé folytatódik. A városban 1911–1959 között a villamosok is közlekedtek.
Csenejen, Újvidéktől 10 km-re északra található egy kisebb repülőtér, amelyet jelenleg főként ipari és sportcélokra használnak, és amely az elképzelések szerint további funkciókat kaphat a jövőben.

## Híres emberek

### Itt születtek
- Avedig István (1804–1884) orvos, a szegény betegek jótevője
- Ðorđe Stratimirović (1822–1908) a szerb felkelők főparancsnoka az 1848–49-es szabadságharcban
- Đuro Daničić (1825–1882) szerb nyelvész és Biblia-fordító
- Derra György (1844–1917) tanár, nyelvész
- Juba Adolf (1864–1928) orvos, az iskola-egészségügy egyik neves úttörője
- Slobodan Jovanović (1869–1958) politikus, jogász, történész, író, műkritikus
- Garas Márton (1881–1930) színész, rendező, filmrendező, a magyar némafilmgyártás hőskorának kimagasló alakja
- Vidor Gyula (1888–?) újságíró, író, szerkesztő
- Gunde László (1894–1972) magyar földbirtokos, vetőmagtermelő és -kereskedő, országgyűlési képviselő
- Molnár Erik (1894–1966) Kossuth-díjas történész, filozófus, közgazdász
- Tamkó Sirató Károly (1905–1980) költő, szakíró
- Jócsák János (1917–Kolozsvár, 1962) tankönyvíró, magyar irodalomtörténész
- Kenderesi Tibor (1920–2011) színész
- Tandori Károly (1925–2005) matematikus, egyetemi tanár
- Hornyik György (1937–2009) író, műfordító
- Berczik Zoltán (1937–2011) hatszoros Európa-bajnok asztaliteniszező, edző
- Ladik Katalin (1942) színésznő, költő, performer
- Fülöp Gábor (1950) költő, műfordító, dramaturg, újságíró
- Đorđe Balašević (1953–2021) dalszerző és énekes
- Balázs Attila (1955) József Attila-díjas író, újságíró, műfordító
- Takács Miklós (1960) régész.
- Bada Tibor (1963–2006) festőművész, költő, előadóművész
- Rátgéber László (1966) Euroliga-győztes kosárlabdaedző
- drMáriás (Máriás Béla), (1966) képzőművész, író, zenész
- Szőke Zoltán (1968) színész, szinkronszínész
- Szeles Mónika (1973) volt világelső és kilencszeres Grand Slam-győztes teniszezőnő
- Mirna Jukić (1986) osztrák olimpiai bronzérmes úszónő
- Gojko Kačar (1987) labdarúgó
- Molnár Áron (1987) színész a budapesti Vígszínházban
- Gál József (1985) a Lehet Más a Politika fővárosi képviselője

### Itt hunytak el
- Ambro Ignác Romuald (1748–1785) a város egykori főorvosa
- Király Ernő (1919–2007) néprajzkutató, avantgárd zeneszerző
- Zilahy Lajos (1891–1974) író, publicista, az MTA tagja
- Fehér Ferenc (1928–1989) költő
- Ács József (1914–1990) festőművész, műkritikus
- Bori Imre (1929–2004) Széchenyi-díjas irodalomtörténész, akadémikus

## Látnivalók
- Újvidék főterén áll a városháza, ahonnan az utcák legyezőszerűen nyílnak szét. Itt található még a neogótikus katolikus templom is.
- A város főteréről nyílik a Zmaj utca (Zmajeva ulica). Ezen utca végén található a újvidéki szerb érsek palotája (Vladičanski dvor).
- A másik nevezetes utca a Duna utca (Dunavska ulica), mely a Duna parkba (Dunavski park) torkollik.
- Pétervárad vára a középkorban a törökök elleni védelmet szolgálta, ma múzeum és jelentős kirándulóhely a város erődítménye. A vár toronyórájának mutatói fordított szerepűek. A nagymutató mutatja az órák múlását abból a célból, hogy a Dunán elhaladó hajók messziről láthassák a helyi időt.

## Testvérvárosai
- Modena, Olaszország (1974)
- Csangcsun, Kína (1981)
- Dortmund, Németország (1983)
- Norwich, Egyesült Királyság (1989)
- Iliúpoli, Görögország (1994)
- Budva, Montenegró (1996)
- Temesvár, Románia (2005)
- Nyizsnyij Novgorod, Oroszország (2006)
- Pécs, Magyarország (2009)

## Képek

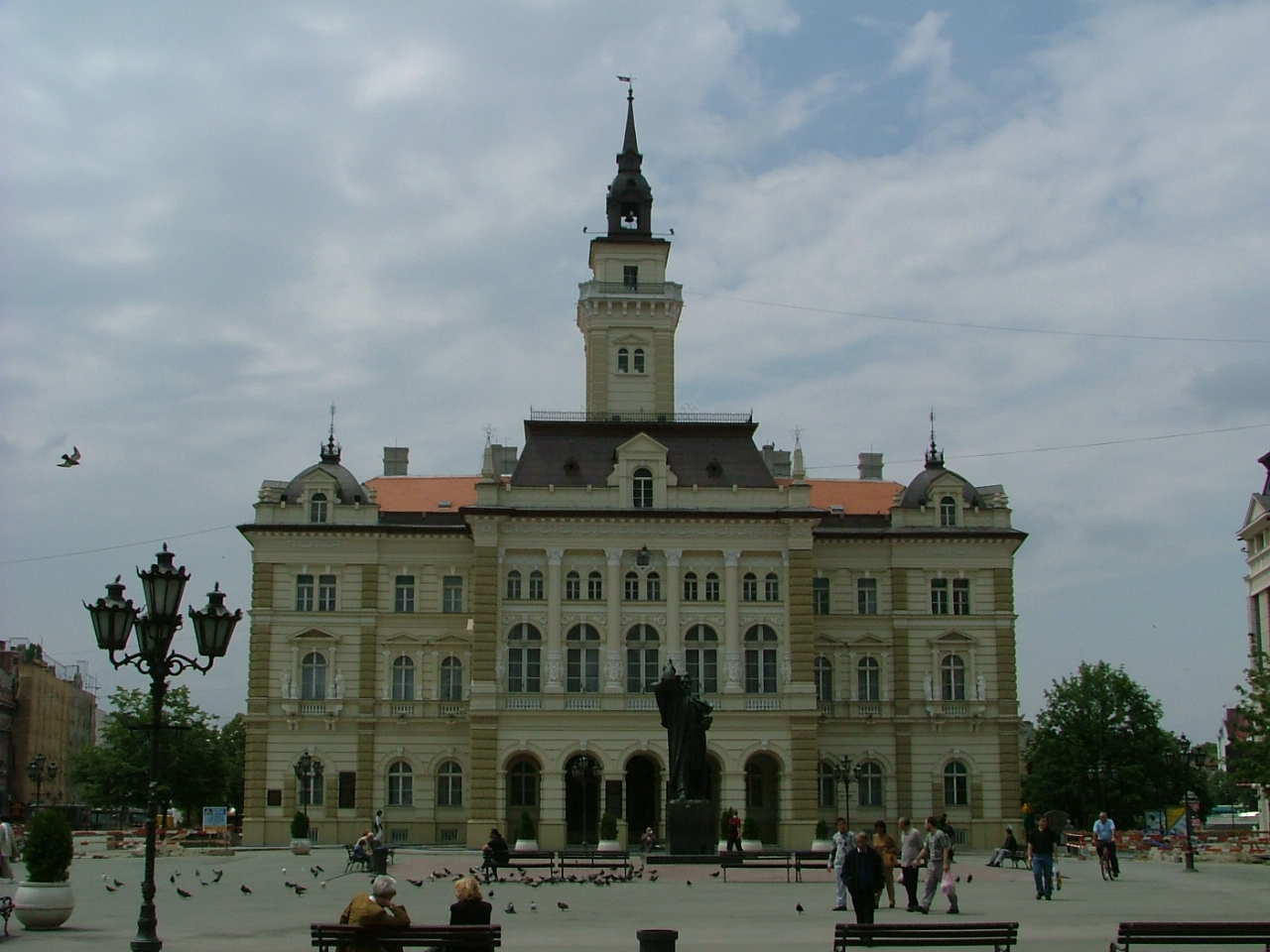
A városháza
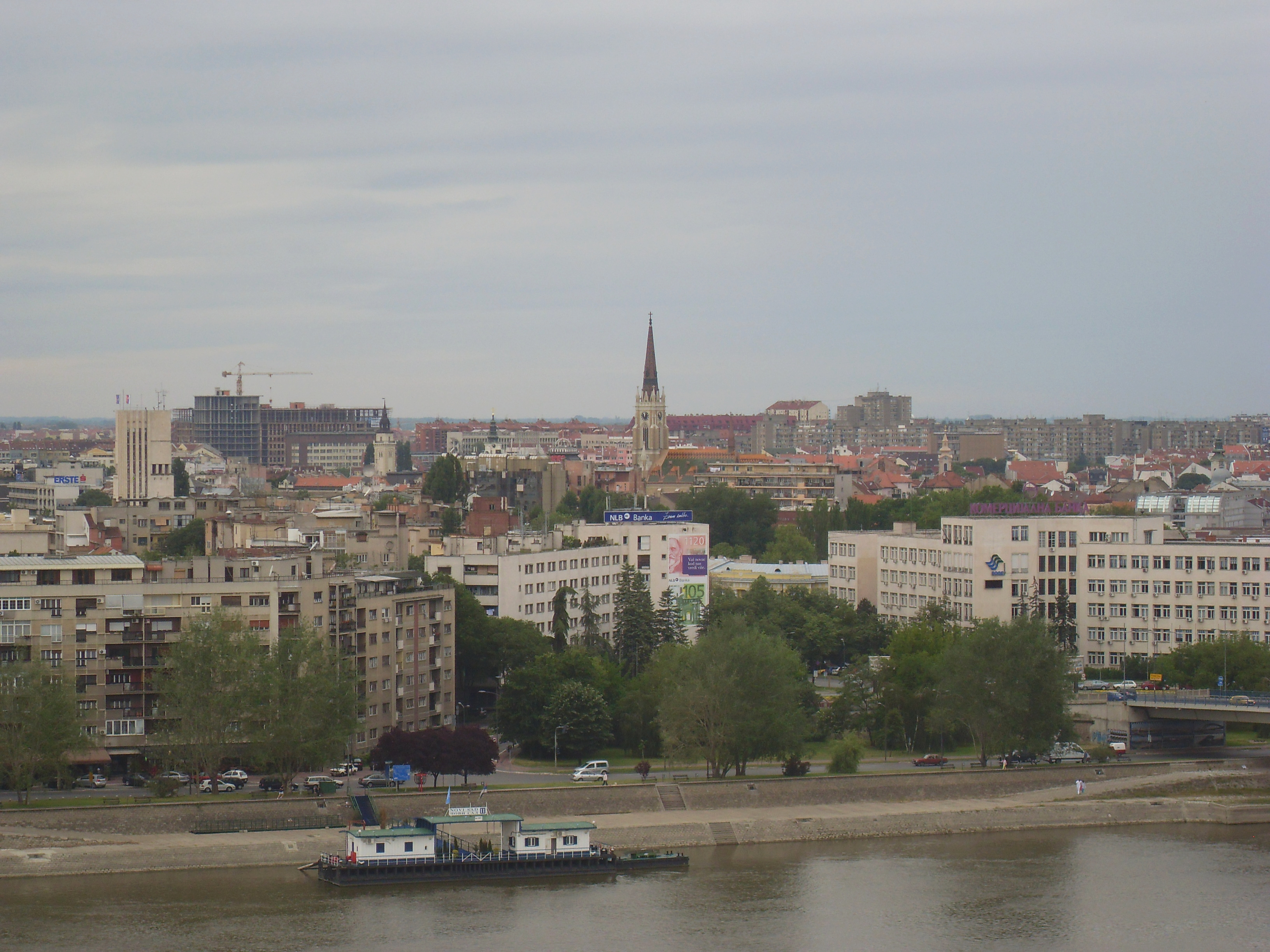
Újvidék a péterváradi várból nézve
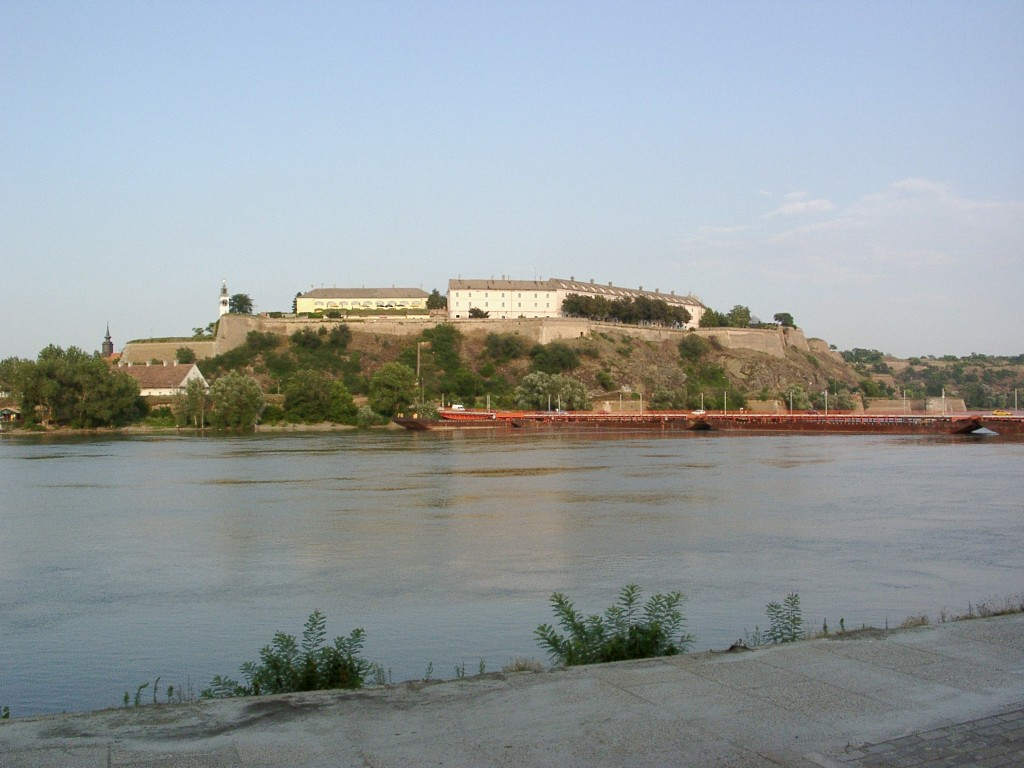
Pétervárad a Duna-partról
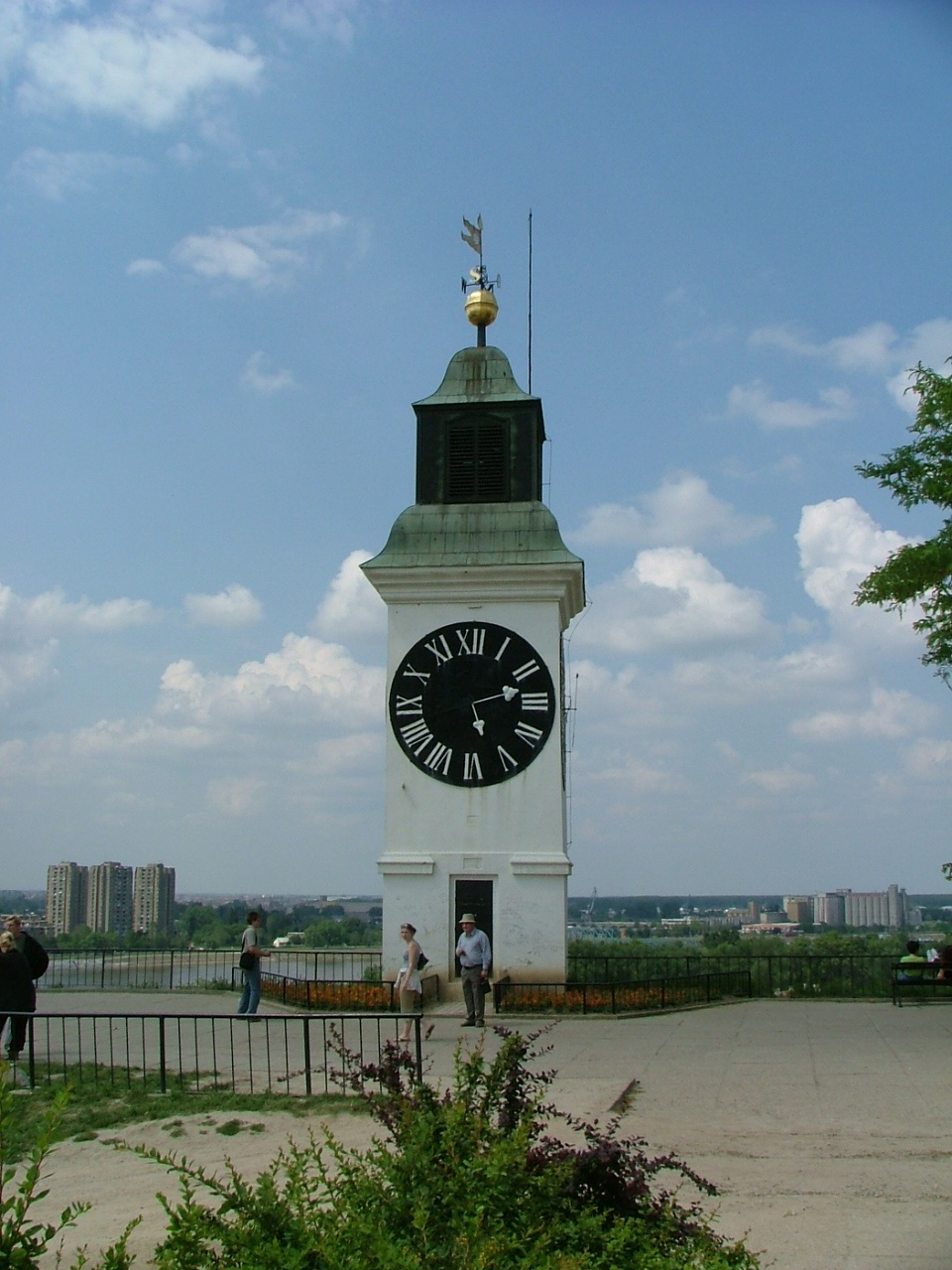
A híres fordított óra a péterváradi várban
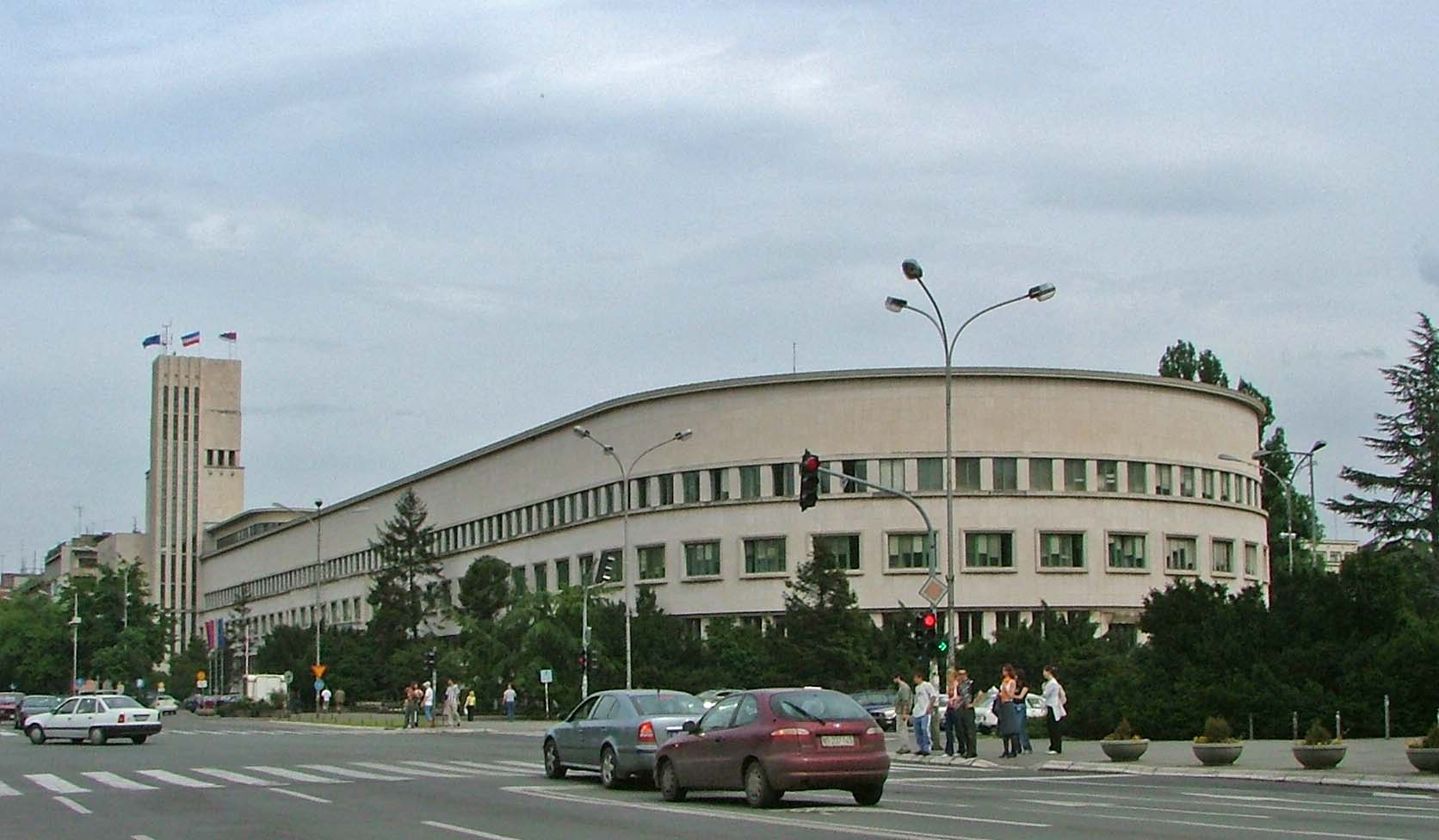
A báni palota, a tartományi parlament székháza
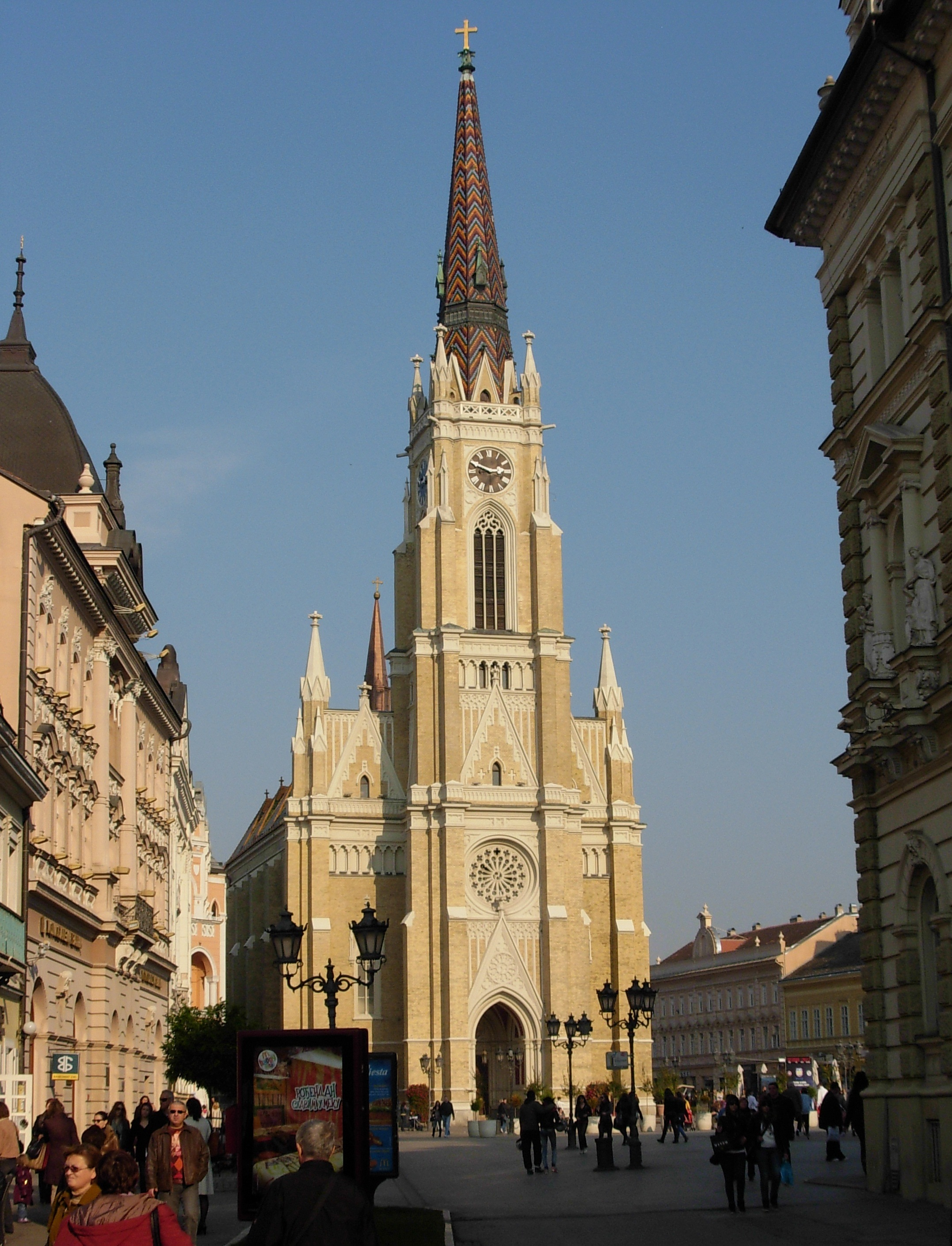
A Mária Neve templom
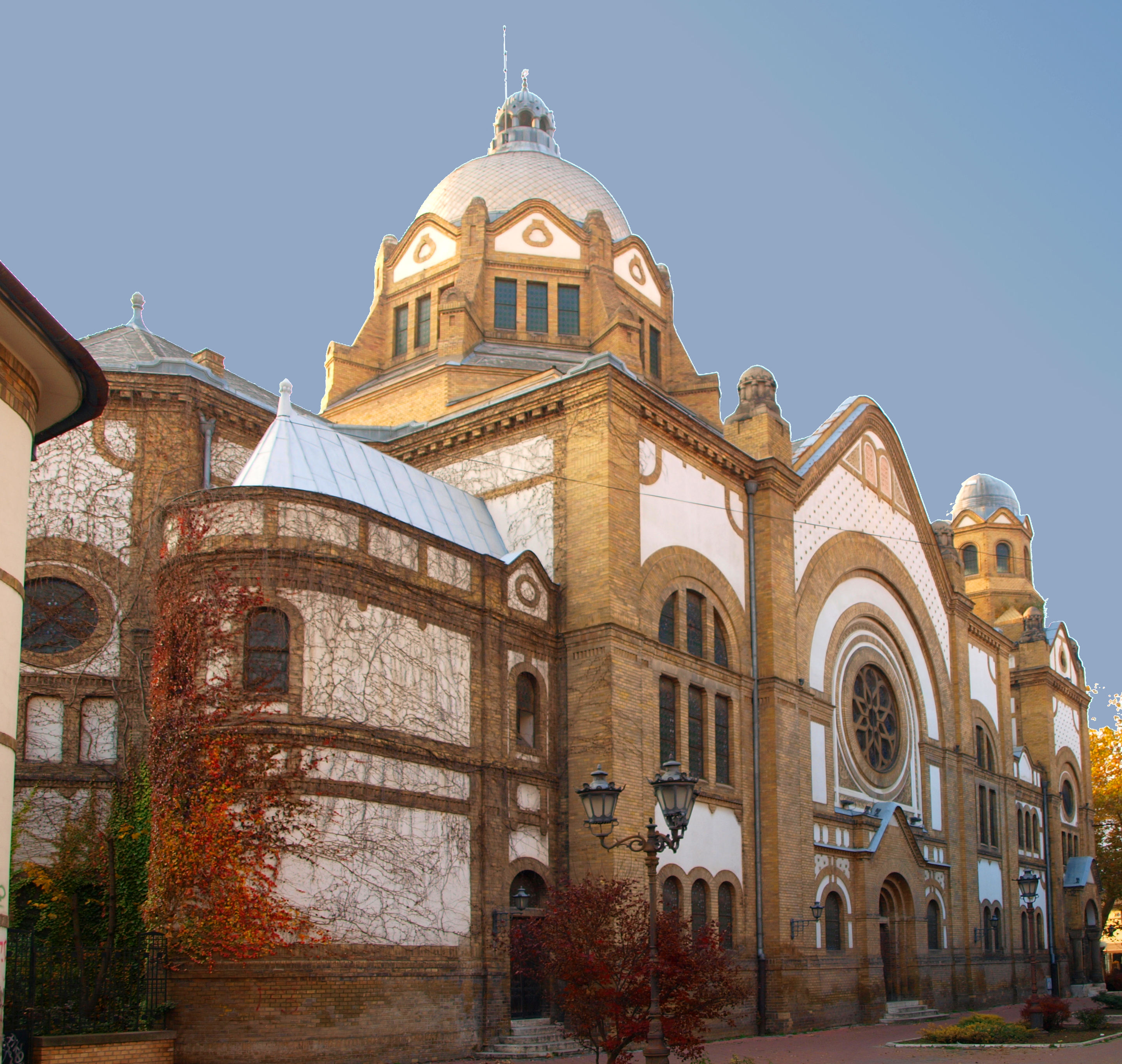
A zsinagóga
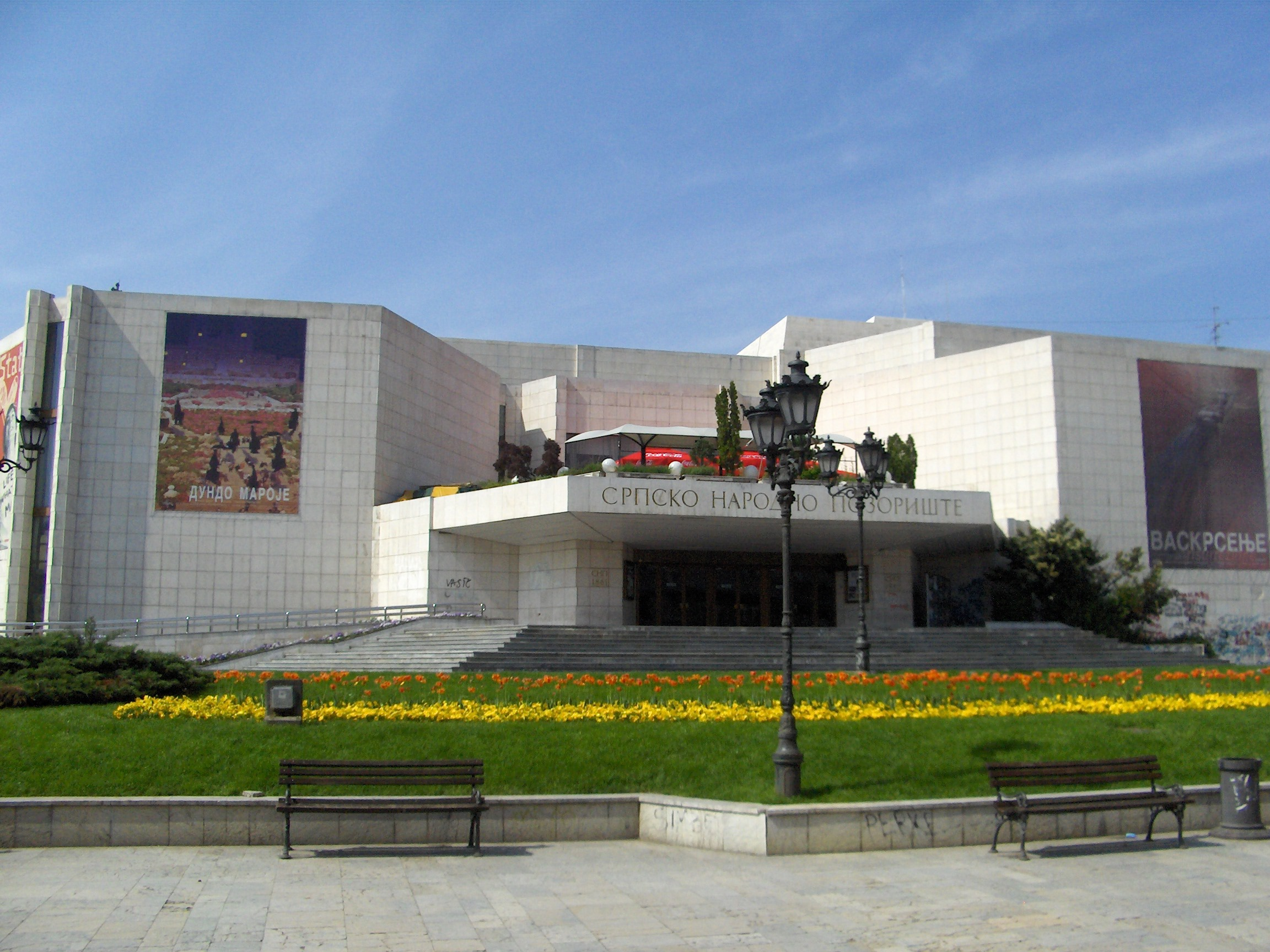
A Szerb Nemzeti Színház
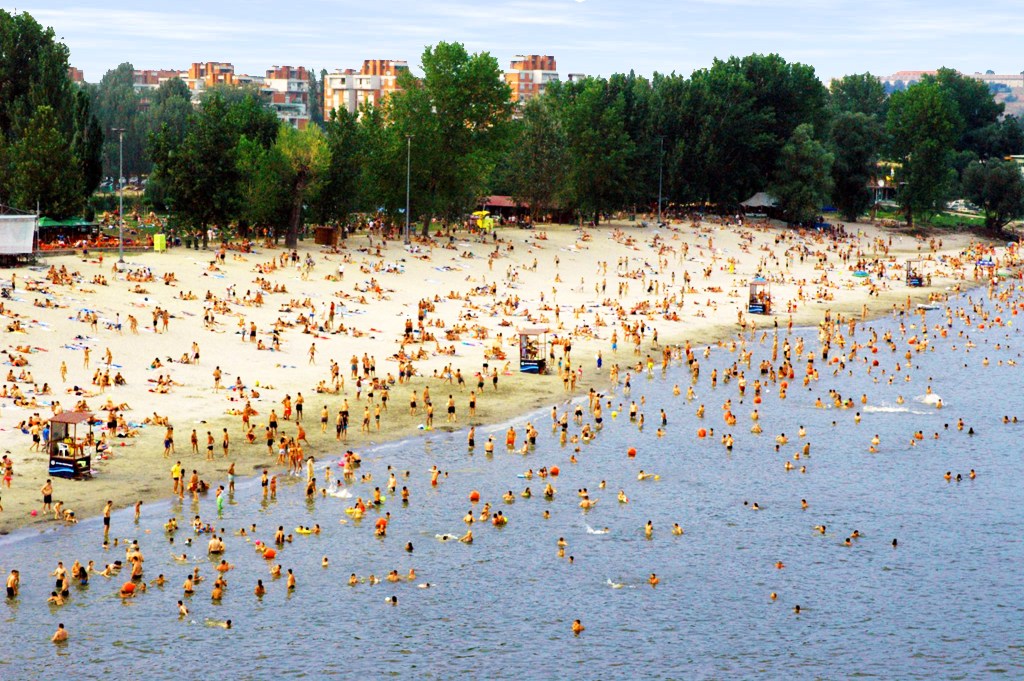
Az újvidéki strand
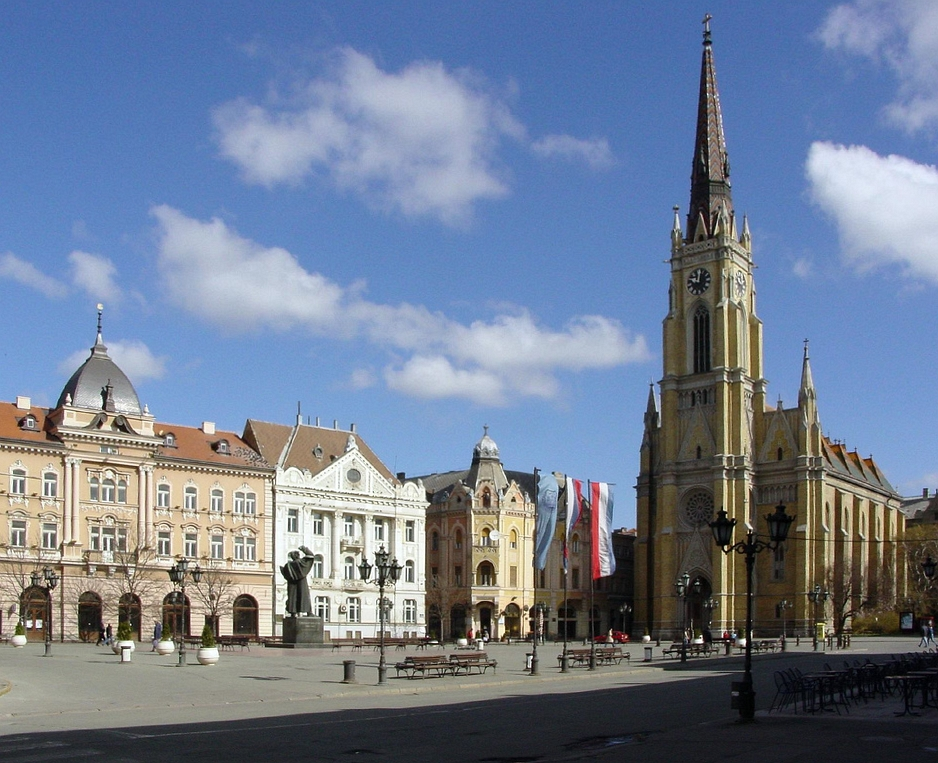
A Szabadság tér a Mária Neve katolikus templommal
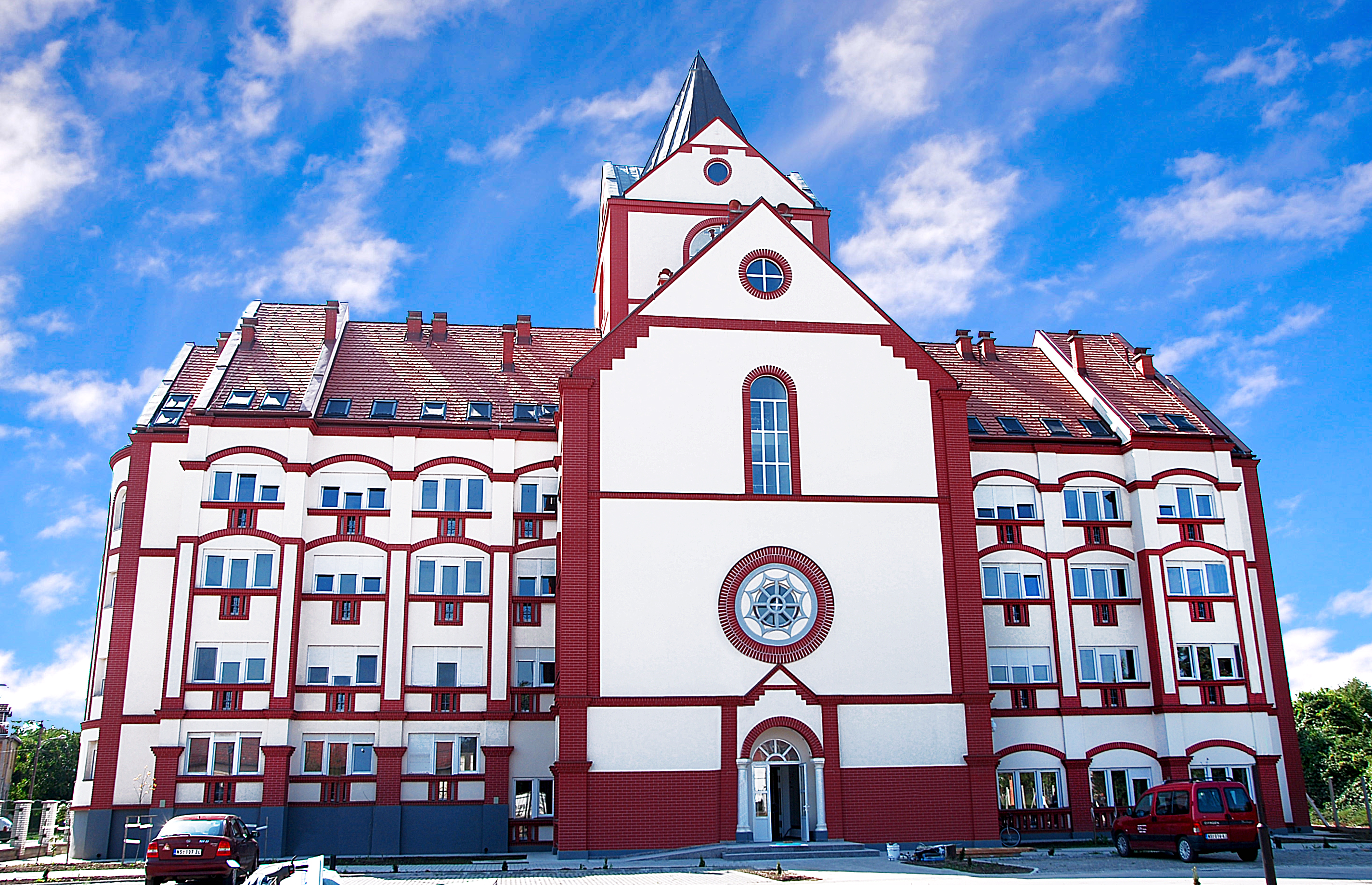
Európa Kollégium